# جيمي كونلين
جيمي كونلين (بالإنجليزية: Jimmy Conlin)‏ مواليد 14 أكتوبر 1884 - الوفاة 7 مايو 1962، هو ممثل أمريكي بدأ مسيرته الفنية سنة 1928. امتدت مسيرته الفنية لأكثر من 31 عاما.

## الأعمال
- ماك جنتي العظيم
- هذا جيشي
- تحليل جريمة قتل

## روابط خارجية
- جيمي كونلين على موقع IMDb (الإنجليزية)
- جيمي كونلين على موقع ألو سيني (الفرنسية)
- جيمي كونلين على موقع تيرنر كلاسيك موفيز (الإنجليزية)
- جيمي كونلين على موقع أول موفي (الإنجليزية)
- جيمي كونلين على موقع قاعدة بيانات الأفلام السويدية (السويدية)
- جيمي كونلين على موقع قاعدة بيانات الفيلم (الإنجليزية)
- جيمي كونلين على موقع كينوبويسك (الروسية)